# Dryopteris hawaiiensis
Dryopteris hawaiiensis là một loài dương xỉ trong họ Dryopteridaceae. Loài này được W.J. Rob. mô tả khoa học đầu tiên.